# Tine Kongsholm
Tine Kongsholm (ur. 9 grudnia 1969 w Roskilde) – duńska narciarka alpejska, uczestniczka Zimowych Igrzysk Olimpijskich 1992.

## Osiągnięcia

### Igrzyska olimpijskie
| Miejsce | Dzień     | Rok  | Miejscowość | Konkurencja | Czas biegu  | Strata   | Zwyciężczyni     |
| ------- | --------- | ---- | ----------- | ----------- | ----------- | -------- | ---------------- |
| 31.     | 19 lutego | 1992 | Albertville | Gigant      | 2:31,00 min | +18,26 s | Pernilla Wiberg  |
| 28.     | 20 lutego | 1992 | Albertville | Slalom      | 1:44,03 min | +11,35 s | Petra Kronberger |